# Amur-Expedition
Die Amur-Expedition von 1851 bis 1855 war eine russische Wissenschaftsexpedition unter der Leitung von Gennadi Newelskoi mit dem Ziel, die Gebiete der Flüsse Amur und Ussuri, die Insel Sachalin und andere Teile des sogenannten Fernen Ostens zu erforschen und zu erschließen.
Newelskoi war im Auftrag des russischen Generalgouverneurs von Ostsibirien Nikolai Murawjow (später Murawjow-Amurski) aufgebrochen, um an der Küste des Ochotskischen Meeres mehrere Vorposten zu gründen. Im Juli 1850 war die Expedition den Amur flussabwärts vorgestoßen und gründete am 1./(13). August 1850 die Stadt Nikolajewsk. Ende 1850 kehrte Newelskoi nach Sankt Petersburg zurück. Nachdem er der Regierung seinen Bericht erstattet hatte, wurde im Februar 1851 die so genannte ständige Amur-Expedition ins Leben gerufen, die aus 64 Mitgliedern, darunter Nikolai Boschnjak, unter der Leitung von Newelskoi bestand. Ziel war die Erforschung des Amurgebiets und die Suche nach Ankerplätzen im Tatarensund (Nordteil des Japanischen Meeres zwischen Sachalin und dem Festland). Bis 1855 führte die Expedition kartographische Arbeiten durch, erkundete Bodenressourcen und gründete militärische Stützpunkte.
Die Erhöhung seiner militärischen Präsenz im Fernen Osten war Voraussetzung für die Erlangung eines freien Zugangs zum Pazifik durch Russland und die Begründung von territorialen Ansprüchen auf das Gebiet links des Amur, gegenüber dem Kaiserreich China. Newelskoi behauptete in einem für die zaristische Regierung angefertigten Memorandum, das linke Amurufer habe keine wirtschaftlichen, kulturellen oder sonstigen Beziehungen zum übrigen China. Dies lieferte später die wichtigste Grundlage für die russische Forderung, China müsse das Gebiet links des Amur an Russland abtreten, was 1858 im Vertrag von Aigun durchgesetzt werden konnte.
Die Expedition wurde im Juni 1855 aufgelöst und die von ihr entdeckten und erforschten Gegenden zunächst unter die Verwaltung des Gouverneurs von Kamtschatka gestellt.